# Munster (Indiana)
Munster ist eine Town im North Township des Lake County im US-Bundesstaat Indiana. Die Einwohnerzahl beträgt 22.476 (Stand 2019). Die Siedlung ist Teil der Metropolregion Chicago.

## Geschichte
Die frühesten bekannten Bewohner der Gegend waren die Potawatomi. Obwohl es in dem Gebiet, das später die Stadtgrenzen von Munster bilden sollte, kein Dorf gab, wurde ein Weg entlang des trockenen sandigen Bergrückens, der heute als Ridge Road bekannt ist, von den Ureinwohnern regelmäßig genutzt. Heute befinden sich das Stadtzentrum von Munster, das Rathaus, das Hauptquartier der Polizei und der Feuerwehr, das Zentrum für bildende und darstellende Kunst und das Postamt von Munster an der Ridge Road.
Im späten 17. und frühen 18. Jahrhundert war das Gebiet des heutigen Munster Teil des von Frankreich beanspruchten Territoriums. In den 1760er Jahren beanspruchten die Briten das Land, in dem die Potawatomi lebten, als Teil des britischen Empire. Zwanzig Jahre später überrannte George Rogers Clark die Briten und beanspruchte das Land für das neue und unabhängige Land, bekannt als die Vereinigten Staaten von Amerika.
Als die Zahl der amerikanischen Ureinwohner abnahm, begannen Pioniersiedler, das Gebiet zu besiedeln, das später Munster werden sollte.
Als Jacob Munster, ein junger Mann aus den Niederlanden, einen General Store mit einer US-Poststation auf der Rückseite eröffnete, verließen sich die örtlichen Farmer und Siedler auf die Poststation, die bald zu einem United States Post Office wurde. Das Postamt wurde Munster genannt, da es sich in Jacob Munsters Gemischtwarenladen befand.
Schon bald zogen immer mehr Menschen in die Gegend, und 1907 wurde Munster eine Town. 76 Einwohner stimmten mit „Ja“ für die Gründung und 28 mit „Nein“. Als Vorstadt von Chicago erlebte die kleine Siedlung nach Ende des Zweiten Weltkriegs ein starkes Bevölkerungswachstum.

## Demografie
Nach einer Schätzung von 2019 leben in Munster 22.476 Menschen. Die Bevölkerung teilt sich im selben Jahr auf in 85,4 % Weiße, 3,9 % Afroamerikaner, 0,3 % amerikanische Ureinwohner, 3,8 % Asiaten und 3,0 % mit zwei oder mehr Ethnizitäten. Hispanics oder Latinos aller Ethnien machten 12,7 % der Bevölkerung aus. Das mittlere Haushaltseinkommen lag bei 84.254 US-Dollar und die Armutsquote bei 4,5 %.